# Hamida Javanshir
Pour l’article homonyme, voir Javanshir (homonymie).
Hamida Ahmad bey qizi Javanshir est une philanthrope azerbaïdjanaise et une militante pour les droits des femmes. Elle naît le 19 janvier 1873 à Kahrizli, près d'Ağcabədi et épouse, en second mariage, l'écrivain et journaliste Jalil Mammadguluzadeh, considéré comme l'un des premiers féministes de son pays et du Moyen-Orient. Elle meurt le 6 février 1955 à Bakou en Azerbaïdjan.

## Source de la traduction
- (en) Cet article est partiellement ou en totalité issu de l’article de Wikipédia en anglais intitulé « Hamida Javanshir » (voir la liste des auteurs).